# Au fost odată... două orfeline
Au fost odată... două orfeline este o comedie muzicală românească de Eugen Mirea (libret) și Henry Mălineanu (muzica), după piesa de teatru Cele doua orfeline (Les deux orphelines) de Adolphe d'Ennery și Eugène Cormon. Premiera a avut loc pe 2 februarie 1966 la Teatrul Nottara din București, în regia Sandei Manu, scenografia și decorurile lui Liviu Popa și mișcarea scenică lui Sandu Feyer.
Autorii își subintitulează musicalul “pseudo-melodramă”, într-o intenție parodică evidentă și anunțată, dar mărturisesc că nu și-au propus să parodieze “litera” piesei, ci “spiritul” ei.
În adaptarea franceză a lui Eugen Mirea, muzica lui Henry Mălineanu (muzica adițională: Edgar Bischoff, decoruri si costume: Jeanne-Marie Véron), piesa s-a jucat la Théâtre des Variétés din Paris, în regia lui Jacques Fabbri cu titlul "Il était... deux orphelines".
A fost reluată de-a lungul timpului de alte teatre din România (uneori cu numele schimbat, atribuită altor autori sau amputată de muzica originală) 

## Recepție critică
"Eugen Mirea a sesizat un lucru extrem de prețios și anume că prostul gust din Cele doua orfeline n-a decedat între cartoanele desuetei melodrame, că a supraviețuit, sub forme diferite, până în zilele noastre, pervertind sensibilitățile pe căi multiple și diverse. Acest prost gust suburban a trecut în romanța sentimentală, siropul dubios prelingându-se și prin alte genuri cu pretenții mai mari. Și nu e vorba doar de un gust dubios strecurat în opere pseudo-literare. E vorba de un prost gust făcând parte dintr-un mod de a gândi viața, de o modalitate mitocană sufletească, bazată pe automatisme psihice penibile. Literatura dramatică modernă s-a specializat în denunțarea tipurilor verbale, a automatismelor de limbaj. Mi se pare infinit mai interesantă și mai utilă încercarea de denunț a automatismelor psihice, de aspect aparent sincer, dar care corespund unor declicuri, unor clișee uzate până la trivialitate. Și fiindcă am întrebuințat termenul, e poate necesar să subliniez că există o trivialitate a expresiilor „decente" și a reacțiilor „nobile" : e vulgaritatea sincerității simulate. Există un simulacru și un „pseudo" mai periculoase decît orice minciună.
Satira lui Mirea se desface ca un evantai, surprinzând domenii ample, obiectivul fiind permanent urmărit cu luciditate : demascarea pseudo-ideilor, a pseudo-sentimentelor, a pseudo-emoțiilor. Țelurile autorului sunt atât de evidente, încât la lectură s-a petrecut următorul fapt: am uitat melodrama, nici nu m-a mai interesat să văd în ce măsură transcripția modernă urmează fabula modelului și am aderat la comedie pentru virtuțile ei proprii de inteligență și umor", scria Aurel Baranga.
"Bine închegate, textul, regia și muzica reușesc să creeze o agitație, o nerăbdare a râsului, un fel de crispare comică, specificâ parodiei. (Termenii nu au, firește, sens peiorativ.) Ținta parodiei, ușor de doborît, de altfel, e atacată din toate părțile. Textul, umplut până la saturație cu glume, ilogisme, calambururi, anacronisme, e vesel și vioi. Muzica (de H. Mălineanu, conducerea muzicală Jean Ionescu) parodiază și ea operete. șlagăre, cântece din filme, dansuri vechi și moderne. (...) 
Spectacolul a fost bine primit de public. S-a râs și s-a aplaudat la scenă deschisă, aproape la fiecare gag. Meritul unui astfel de spectacol stă, de fapt, în succesul lui. El dă spectatorului încredere în sine și îl predispune la ascuțime critică."

## Distribuția originală
Dody Caian-Rusu (Hecuba) : Cristina Tacoi (Medeea) ; Camelia Zorlescu (Electra) ; Doina Ionescu (Ifigenia) : Anda Caropol (Cassandra) ; Nucu Păunescu (Baba Frochard) ; Dorin Moga (Marchizul de Presle) ; C. Elefterescu (Lafleur) ; N. Constantinescu (Martin) ; Ion Punea (Jacques) : Ștefan Tapalagă (Pierre) ; Liliana Tomescu (Henriette) ; Melania Cîrje (Louise) : Gh. Trestian (Tatăl) ; Pușa Scărlătescu (Mama) ; Rodica Sanda Țuțuianu (Marianne) ; lon Siminie (Picard) ; Ștefan Iordache (Roger) ; Andrei Bursaci (Primul invitat) ; A. Teodorescu (Al doilea invitat) ; Gh. Sîrbu (Al treilea invitat) ; Gr. Constantin (Al patrulea  invitat) ; Victoria Dobre (Florette) ; Angela Chiuaru (Julie) ; Mariana Vincze (Liane) : Natașa Nicolescu (Eugenie) ; Gh. Negoescu (Marest) ; Mihai Horoveanu (Contele de Lignières) ; Coca Enescu (Contesa de Lignières)  Tonv Zaharian (Doctorul) : Tamara Vasilache (Genevieve). 